# Colobostoma rufipennis
Colobostoma rufipennis is een keversoort uit de familie bladsprietkevers (Scarabaeidae). De wetenschappelijke naam van de soort is voor het eerst geldig gepubliceerd in 1835 door Boisduval.